# Конрад II (імператор Священної Римської імперії)
Конрад II (990-1039) — імператор Священної Римської імперії з 1024 до 1039 року. Походив з франконських князів. Засновник Салічної або франконської династії цісарів.

## Володарювання

### Внутрішня політика
Конрад був сином Генріха, графа Шпаєра та Аделаїди Мецької. Народився у місті Шпаєр. Був далеким родичем цісаря Оттона I Великого. Це дозволило претендувати на посаду цісаря, після смерті останнього представника Саксонської династії Генріха II. У вересні 1024 року відбулися збори у Майнці з приводу обрання цісаря. 8 вересня новим королем Німеччини було короновано Конрада, графа Шпейєра, представника франконської знаті.
Втім, цей вибір викликав незадоволення знаті. Так Конрад, інший представник франконців, герцог Ернст II Швабський, Кнут, король Данії. До них приєдналися Мечислав, син Болеслава I Хороброго, король Польщі, Ед II, граф Блуа, з лотаринзькими феодалами. Але серед них не було єдності, тому шляхом застосування сили й поступок Конрад II зумів побороти своїх супротивників. Він віддав Шлезвізьку марку королю Данії, а інших змусив підкоритися. При цьому захопив герцогство Баварію.

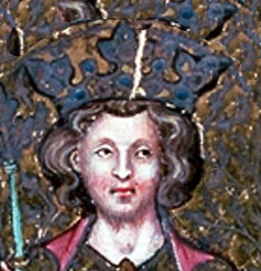
Цісар Конрад II

У 1026 році на рейстазі у Аусбурзі він домігся обрання як спадкоємця трону свого сина Генріха. Після цього зайнявся італійською частиною імперії. Тут йому місцева знать протипоставила Вільгельма V Аквітанського, як претендента на корону Італії. Втім поява Конрада II у Ломбардії зруйнувала плани його супротивників. Наприкінці березня 1026 року Конрада II було короновано короною Італії. Церемонію вів Аріберт, архієпископ Мілану. Після цього останнім завданням залишалася коронація на цісаря у Римі. На шляху до міста коронації Конрад II придушив повстання у Равенні та Павії. У 1027 році він прибув до Риму на запрошення папи Іоана XIX. Втім деякий час він не міг підкорити місто. Знать та народ Риму виступили проти німецького війська. Врешті-решт 26 березня 1027 року Конрад II офіційно став новим цісарем Священної Римської імперії.
По поверненню до Німеччину Конрад II знову стикнувся із змовою герцога Ернста II Швабського. Але цей заколот був швидко придушений, Ернст був ув'язнений, герцогство Швабське Конрад взяв собі, а герцогство Баварське (на той час залишилося без володаря) передав сину Генріху. В підсумку, позиції нового цісара значно посилилися у Німеччині.

### Зовнішня політика
Політика Конрада II була спрямована на розширення меж та впливу Священної Римської імперії. Ним здійснювався тиск на сусідні держави з метою визнати свою залежність від імперії. У 1027 році Рудольф III, король Бургундії (Арелатського королівства) обрав сина Конрада II — Генріха своїм спадкоємцем.
На сході Конрад II мав намір підкорити Угорське та Польське королівства. У 1028—1030 роках тривали тяжкі війни з Мешко II, королем Польщі, який спустошив німецькі землі між Ельбою та Заале. Єдине, що зміг зробити цісар Конрад — це завадити союзу Бржетислава, князя Богемії, з Мечиславом Польським.
У 1030 році Конрад II здійснив похід проти Угорщини. Проте він виявився невдалим. Було укладено мир із королем Стефаном Арпадом. Після цього, у 1032 році Конрад II розпочав нову війну проти Польщі. Цього разу польські сили були розбиті, а Мешко II визнав себе васалом імперії.
У цьому ж році помер Рудольф III, король Бургундії. Згідно із заповітом новим королем бургундським повинен був стати Генріх, син імператора Конрада. Цьому вирішив чинити спротив Ед, граф Шампанський. Конрад II уклав угоду з Генріхом I Капетингом, королем Франції, після чого здійснив три бургундські походи, які завершилися підкорення Бургундії.
У цей час у 1037 році проти імператора виступив Аріберт, архієпископ Міланський. Тому, довелося здійснити новий похід до Італії. Тут Конрад спирався на сили Боніфація, маркграфа Тоскани. Аріберт Міланський отримав підтримку від Еда, графа Шампанського. Втім останній зазнав поразки від цісарських військ й загинув у поході.
По поверненню до Німеччини, Конрад II встиг передати усі свою володіння й королівську владу синові Генріху, й 4 червня 1039 року помер в Утрехті.

## Родина
Дружина — Ґізела Швабська (989—1043), донька Германа II, герцога Швабського
Діти:
- Генріх  ІІІ (1017—1056), імператор Священної Римської імперії
- Матільда (1027—1034)
- Беатрікс (1030—1036)